# Джеймс Колип
Джеймс Бертрам Колип (на английски: James Bertram Collip) е канадски биохимик, член на групата от Торонто, която изолира инсулина.
Той е ръководител на Департамента по биохимия в Университета „Макгил“ (1928 – 1941) в Монреал и декан на Факултета по медицина на Университета на Западно Онтарио (1947 – 1961) в Лондон (Онтарио). Член е на британското кралско научно дружество.

## Биография
Роден е в гр. Белвил, Онтарио, той постъпва в Тринити Колидж в Университета на Торонто на 15-годишна възраст и учи физиология и биохимия. Получава докторска степен по биохимия от същия университет през 1916 г.
През 1915 г., при навършване на 22-годишна възраст, Колип приема позиция на лектор в Едмънтън в Университета на Алберта, факултета по медицина, малко преди завършване на докторските си проучвания. Заема тази позиция в продължение на 13 години, израства до позицията на професор и ръководител на Катедрата по биохимия през 1920. Неговите изследвания по това време са фокусирани главно върху биохимичните показатели на кръвта на гръбначни и безгръбначни.
Взима отпуск в началото на април 1921 г., и пътува до Торонто с Рокфелер стипендия за професорска позиция за шест месеца заедно с професор Джон Джеймс Ричард Маклеод от департамента по физиология на университета на Торонто. Там научните му изследвания (за ефекта на рН върху концентрацията на захар в кръвта) го отвеждат до морските биологични станции в Уудс Хоул, Масачузетс и Сейнт Андрюс, Ню Брунсуик, преди да се върне в Торонто в края на годината.
Маклеод наблюдава работата на Фредерик Бантинг и Чарлз Бест в търсенето им за лечение на диабет, които са започнали през май 1921 г. През декември, когато Бантинг и Бест изпитват затруднения при рафиниране на панкреатичен екстракт, Маклеод освобождава Колип от другите му изследванията за да му позволи да се присъедини към научния екип. Задачата на Колип е да подготви инсулин в по-чиста и използваема форма, отколкото Бантинг и Бест са успели да постигнат дотогава.

### Работа с инсулин
През януари 1922 г., след като 14-годишният Леонард Томпсън (първия човек инжектиран с инсулин с клинична цел) получава тежка алергична реакция към инжектирания инсулин, Колип постига целта – изготвяне на достатъчно чист панкреатичен екстракт, за да се възстанови пациентът и да се използва по време на клиничните изпитвания. Успешните опити скоро са завършени и бъдещето на инсулина е осигурено. Бантинг, Бест и Колип впоследствие споделят патента за инсулин, който продават на университета на Торонто за един долар.
Поради разногласия между Бантинг и Маклеод, настъпва разрив в екипа. Нобелова награда за физиология или медицина е присъдена на Бантинг и Маклеод през 1923. Чувствайки, че Бест е бил пренебрегнат при награждаването, Бантинг споделя своя дял с Бест. В отговор на това Маклеод споделя своя дял с Колип. Въпреки това, Колип и Бест са почти забравени като съ-откривателите на инсулина.
След този ранен успех, Колип се връща в Едмънтън, за да поднови своята позиция в университета и да следва собствените си проучвания и изследвания на хормони. През 1928 г. е назначен в университета „Макгил“ в Монреал от бившия си ръководител, Арчибалд Макалъм. Колип служи като председател на департамента по биохимия на Макгил 1928 – 1941. Той се счита за пионер на ендокринната изследвания, както и пионер в изследванията върху адренокортикотропен хормон (ACTH).
Почива на 72-годишна възраст в гр. Лондон, Онтарио на 19 юни 1965 г.